# Au clair de la lune

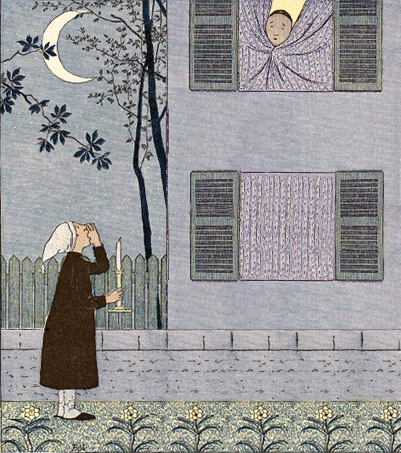
Иллюстрация к песне из издания до 1913 года, автор Монвель

«Au clair de la lune» ([о клер де ла люн], букв. «при свете луны»; «в лунном свете») — французская народная песня XVIII века, мелодия и слова (особенно первый куплет) которой пользуются во Франции и в мире особой популярностью, выражаемой в бесчисленных упоминаниях, цитированиях, адаптациях, пародиях и переделках. Включается в сборники лучших колыбельных мира.

## Авторство
Впервые об этой песне упоминает в 1866 году французский музыкальный историк Теофиль Марион Дюмерсан в своём собрании французских песен «Chansons nationales et populaires de France», дополненном историческим очерком. Под текстом песни Дюмерсан даёт короткий комментарий, что, как уверяют («on assure»), музыку сочинил Жан-Батист Люлли — французский композитор итальянского происхождения, служивший при дворе короля Людовика XIV (годы жизни 1632—1687), а слова — народные («d’un Anonime»).
По другой версии, песню сочинили в 1790 году на мотив популярной во Франции в 1775—1780 годах кадрили, имевшей названия «La Rémouleuse», «Air du gagne-petit» или «En roulant ma brouette». Также есть мнение, что музыка и первый куплет песни — наследие творчества композитора Возрождения Жана Шардавуана (fr:Jehan Chardavoine; ок. 1537—1580).

## Текст

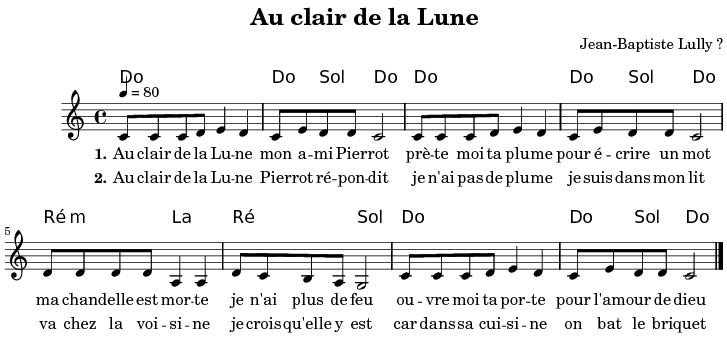
Партитура

| 1/ Au clair de la lune, Mon ami Pierrot, Prête-moi ta plume Pour écrire un mot. Ma chandelle est morte, Je n’ai plus de feu ; Ouvre-moi ta porte, Pour l’amour de Dieu. 2/ Au clair de la lune, Pierrot répondit : " Je n’ai pas de plume, Je suis dans mon lit. Va chez la voisine, Je crois qu’elle y est, Car dans sa cuisine On bat le briquet. " 3/ Au clair de la lune, L’aimable Lubin Frappe chez la brune, Ell' répond soudain : — Qui frapp' de la sorte ? Il dit à son tour : — Ouvrez votre porte Pour le dieu d’amour ! 4/ Au clair de la lune, On n’y voit qu’un peu. On chercha la plume, On chercha le feu. En cherchant d’la sorte, Je n’sais c’qu’on trouva ; Mais je sais qu’la porte Sur eux se ferma… | При лунном свете, мой друг Пьеро, одолжи мне своё перо, чтобы слово записать. Моя свеча погасла, нет у меня огня. Открой мне свою дверь, ну, ради Бога. При лунном свете Пьеро ответил: — Нет у меня пера, да и в постели я. Иди к соседке, она, похоже, у себя, раз у неё на кухне чиркают огнивом. При лунном свете любезный Любен стучит к брюнетке. Она вдруг откликается: — Кто там так стучит? И он тогда говорит: — Откройте вашу дверь ради любовного бога! При лунном свете мало что видно. Искали перо, искали огонь. Искалось так вот, не знаю, что нашлось. Но знаю, что дверь за ними закрылась. |

### Алхимический смысл
Полускрытый эротический смысл песня получила в XVIII веке, но ещё ранее — с XVI века, когда музыку и первый куплет сочинил Жан Шардавуан, она имела алхимический смысл.
| Текст                  | Алхимическое прочтение                     | По-русски                        |
| ---------------------- | ------------------------------------------ | -------------------------------- |
| Au clair de la lune    | Eau claire de la Lune                      | Светлая вода Луны                |
| Mon ami Pierrot        | Mon âme est pierre eau                     | Моя душа — камень вода (камушек) |
| Prête-moi ta plume     | Prête-moi ta lume (старофр. lumière, свет) | Одолжи мне свой свет             |
| Pour écrire un mot.    | Pour écrire un mot.                        | Чтобы слово записать.            |
| Ma chandelle est morte | Mon champ d’ailes est mort                 | Моё поле крыльев мертво          |
| Je n’ai plus de feu    | Je n’ai plus de feu                        | Нет у меня огня                  |
| Ouvre-moi ta porte     | Ouvre-moi ta porte                         | Открой мне свою дверь            |
| Pour l’amour de Dieu   | Pour l’amour de Dieu                       | Ради Бога.                       |

## Самая старая аудиозапись в мире
В 2008 году была расшифрована старейшая аудиозапись в мире, сделанная в 1860 году французским библиотекарем и печатником Скоттом де Мартенвилем. С помощью созданного им в 1857 году самого первого звукозаписывающего устройства в мире — фоноавтографа, ему удалось записать на покрытой копотью бумаге звуки песни: «Au clair de la lune, mon ami Pierrot, prête moi…».

## Упоминания в культуре
- «Au clair de la lune» (1870, скан) — одноактная комедия в стихах французского писателя Жана Экара (1848—1921).
- Упоминание в произведении «Ночь нежна» Фрэнсиса Скотта Фицджеральда (1896—1940).
- «Clair de la Lune» — вымышленные духи Мэри Уотсон из сериала BBC «Шерлок».
- Эту песню слушает и поёт одна из героинь немецкого фильма ужасов «Вкус ночи».